# Мангистау (село)
Мангиста́у (каз. Маңғыстау) — село у складі Мунайлинського району Мангистауської області Казахстану. Адміністративний центр та єдиний населений пункт Мангистауського сільського округу.
До 2005 року село мало статус селища, в радянські часи називалось Мангишлак і мало статус смт.
2005 року до складу села Мангистау були включені території — дачні товариства Граніт та Металург, виробничий кооператив Маржан-21 століття. 2007 року з цих частин було утворено нове село Баскудук.
Населення — 33141 особа (2021; 14818 у 2009, 12433 у 1999, 10703 у 1989).